# 鹿児島家庭裁判所
鹿児島家庭裁判所（かごしまかていさいばんしょ）は、鹿児島県鹿児島市にある日本の家庭裁判所の一つで、鹿児島県を管轄している。略称は、鹿児島家裁（かごしまかさい）。名瀬（奄美市）、加治木（姶良市）、知覧（南九州市）、川内（薩摩川内市）、鹿屋に支部を、西之表、大口（伊佐市）、指宿、屋久島、徳之島に出張所を置いている。
鹿児島家庭裁判所の本庁・支部は鹿児島地方裁判所の本庁・支部に併設されている。また、本庁・支部・出張所のいずれにも簡易裁判所が併設されている。

## 所在地
- 本庁：鹿児島県鹿児島市山下町13-47　北緯31度35分52秒 東経130度33分25秒 / 北緯31.59778度 東経130.55694度
JR鹿児島線, 日豊線 鹿児島駅から徒歩10分，鹿児島市電第一期線 市役所前電停及び市役所前バス停から約3分
- 名瀬支部：鹿児島県奄美市名瀬矢之脇町1-1　北緯28度22分58.5秒 東経129度29分32.4秒 / 北緯28.382917度 東経129.492333度
しまバスウエストコート前バス停から徒歩約1分，名瀬港から徒歩約10分
- 加治木支部：鹿児島県姶良市加治木町仮屋町95　北緯31度44分25秒 東経130度39分56秒 / 北緯31.74028度 東経130.66556度
JR日豊線 加治木駅から徒歩約7分，加治木本町バス停から徒歩約8分
- 知覧支部：鹿児島県南九州市知覧町郡6196-1　北緯31度22分39秒 東経130度26分31秒 / 北緯31.37750度 東経130.44194度
中郡バス停から徒歩約3分，武家屋敷バス停から徒歩約5分
- 川内支部：鹿児島県薩摩川内市花木町2-20　北緯31度49分16秒 東経130度17分59秒 / 北緯31.82111度 東経130.29972度
九州新幹線, JR鹿児島線, 肥薩おれんじ鉄道肥薩おれんじ鉄道線 川内駅から徒歩約20分，大小路バス停から徒歩約3分
- 鹿屋支部：鹿児島県鹿屋市打馬一丁目2-14　北緯31度23分34秒 東経130度51分13秒 / 北緯31.39278度 東経130.85361度
鹿屋バスセンターから徒歩約5分
- 種子島出張所:鹿児島県西之表市西之表16275-12　北緯30度43分11.2秒 東経130度58分55.6秒 / 北緯30.719778度 東経130.982111度
合同庁舎前バス停から徒歩約2分，空港から車で約30分
- 大口出張所:鹿児島県伊佐市大口里2235　北緯32度3分59.2秒 東経130度36分20.6秒 / 北緯32.066444度 東経130.605722度
裁判所前バス停から徒歩約1分，大口バスセンターバス停から徒歩約10分
- 指宿出張所:鹿児島県指宿市十町244　北緯31度15分13.2秒 東経130度37分43.2秒 / 北緯31.253667度 東経130.628667度
JR指宿枕崎線 二月田駅から徒歩約2分，二月田バス停から徒歩約1分
- 屋久島出張所:鹿児島県熊毛郡屋久島町宮之浦2445-18　北緯30度25分22.6秒 東経130度34分33.9秒 / 北緯30.422944度 東経130.576083度
宮之浦港から徒歩約20分，宮浦小前バス停から徒歩約2分
- 徳之島出張所:鹿児島県大島郡徳之島町亀津554-2　北緯27度44分5.2秒 東経129度1分7.3秒 / 北緯27.734778度 東経129.018694度
亀徳新港から徒歩約10分，徳之島高校前バス停から徒歩約2分

## 管轄
- 本庁
  - 鹿児島市、鹿児島郡三島村、十島村、日置市、いちき串木野市
- 種子島出張所
  - 西之表市、熊毛郡中種子町、南種子町
- 屋久島出張所
  - 熊毛郡屋久島町
- 知覧支部
  - 南九州市、南さつま市、枕崎市
- 指宿出張所
  - 指宿市
- 加治木支部
  - 霧島市、姶良市
- 大口出張所
  - 伊佐市、姶良郡湧水町
- 川内支部
  - 薩摩川内市、薩摩郡さつま町、出水市、阿久根市、出水郡長島町
- 鹿屋支部
  - 垂水市、鹿屋市、志布志市、曽於市、肝属郡東串良町、錦江町、肝付町、南大隅町、曽於郡大崎町
- 名瀬支部
  - 奄美市、大島郡龍郷町、大和村、瀬戸内町、宇検村、喜界町
- 徳之島出張所
  - 徳之島町、天城町、伊仙町、和泊町、知名町、与論町

※ただし、知覧・加治木・川内・鹿屋の各支部の合議事件・少年事件は本庁で取り扱う。

※種子島、屋久島、指宿、大口、徳之島の各出張所は、家事審判法で定める家庭に関する事件の審判及び調停のみ扱い、その他の事務は本庁（指宿は知覧支部、大口は加治木支部、徳之島は名瀬支部）が扱う。

## 歴代所長
鹿児島家庭裁判所の所長は鹿児島地方裁判所の所長を兼任している。鹿児島地方裁判所#歴代所長を参照。